# Rosa Vercellana
Rosa Vercellana (Maria Rosa Teresa Aloisia; 3. června 1833, Nice – 26. prosince 1885, Turín), obecně známá jako 'Rosina', a v piemontštině jako La Bela Rosin, byla milenka a později manželka italského krále Viktora Emanuela II. Morganatický status jejich manželství jí však neumožňoval, aby byla uznána italskou královnou.

## Život
Narodila se v Nice, tehdejší součásti Sardinského království, jako nejmladší dítě Giovanniho Battisty Vercellany a jeho manželky Marie Teresy Griglio. O čtyři dny později byla pokřtěna jako Maria Rosa Teresa Aloisia.
Její otec, pocházející z Moncalva v provincii Asti, byl vlajkonošem napoleonské císařské gardy. Po Napoleonově pádu byl jmenován důstojníkem v královské gardě a od roku 1847 velel královské posádce v loveckém panství Racconigi od roku 1847. Tam žil s celou svou rodinou a právě tam se také čtrnáctiletá Rosa seznámila s o dvanáct let starším korunním princem Viktorem Emanuelem. Rosa se stala jeho milenkou a později mu porodila dvě děti.
Jejich poměr způsobil v roce 1849, kdy byl Viktor Emanuel korunován sardinským králem, velká skandál. Když jeho královna Adelheid Rakouská v roce 1855 zemřela, jmenoval král Rosu královským dekretem v roce 1858 hraběnkou z Mirafiori a Fontanafreddy. Král také uznal jejich dvě děti za své a udělil jim příjmení Guerrieri. V roce 1860 jí dal král novou residenci v restaurovaném zámku La Mandria u Venarie.
V roce 1864 bylo hlavní město přeneseno z Turína do Florencie, kde se Rosa ubytovala ve vile La Pietraia. O pět let později král v San Rossore, královském panství u Pisy, těžce onemocněl. Ze strachu před smrtí se 18. října 1869 narychlo oženil se svou milenkou, a to při čistě náboženském obřadu, který jeho manželce neuděloval žádná občanská práva. Následně telegrafoval do Říma a žádal papežské požehnání.
Občanský obřad se konal v Římě o osm let později v roce 1877. Protože manželství bylo morganatické, Rosa se nikdy nestala královnou a její děti neměly právo na trůn.
Viktor Emanuel zemřel dva měsíce po obřadu. Rosa ho přežila o sedm let a zemřela 26. prosince 1885 ve věku 52 let v Turíně.

## Mauzoleum

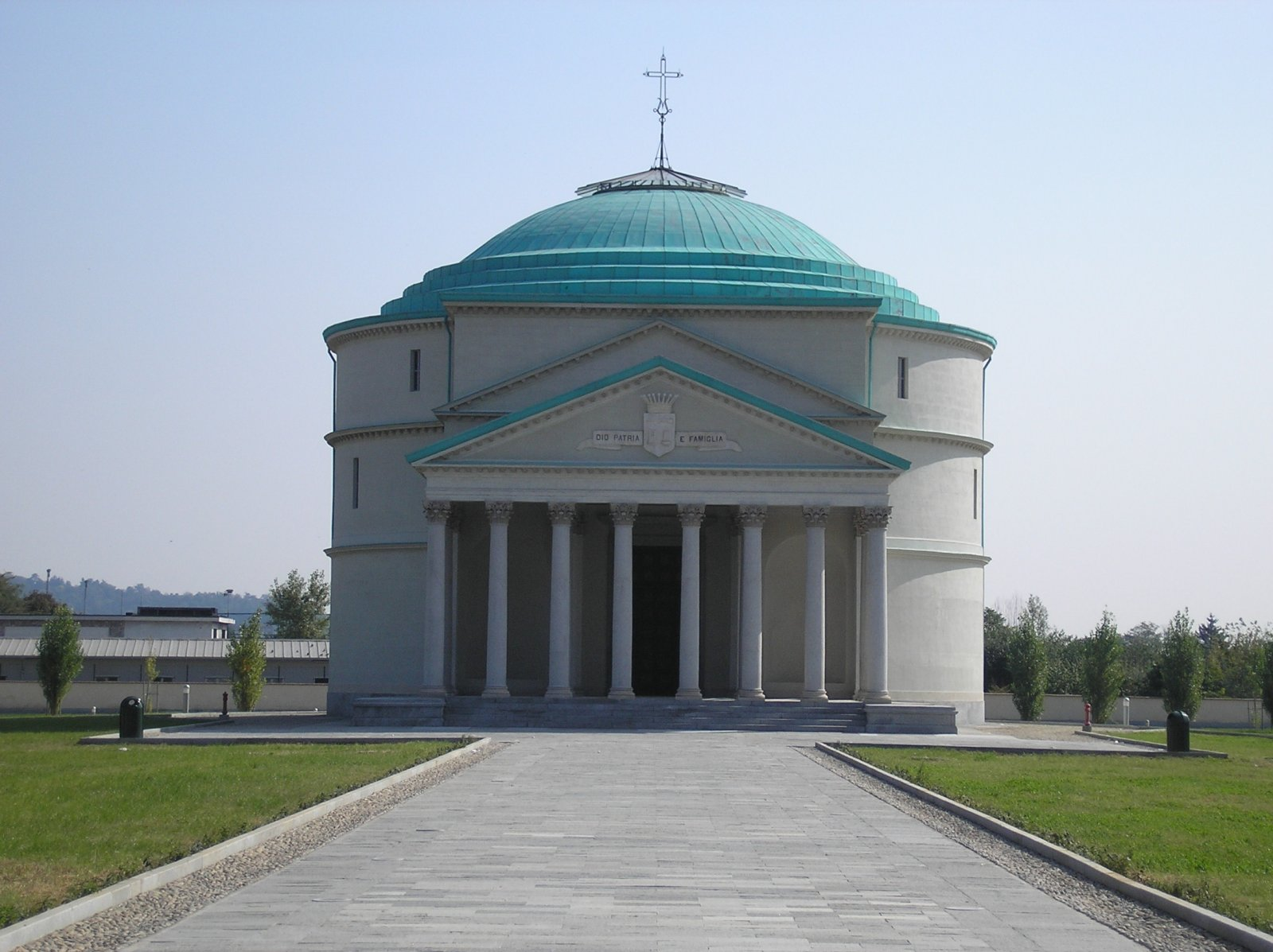
Vercellanino mauzoleum v Turině.

Savojská rodina odmítala dovolit, aby byla Rosa pohřbena vedle svého manžela v Pantheonu, a tak jí její děti nechaly v Turíně vedle silnice do Castello di Mirafiori postavit mauzoleum v podobné formě. Kruhový neoklasicistní monument s měděnou kupolí, završený latinským křížem a obklopený velkým parkem, navrhl Angelo Dimezzi a byl dokončen v roce 1888.
V roce 1970 jej od potomka Rosy Vercellany koupila turínská městská rada za částku 132 milionů lir. Park byl otevřen veřejnosti o dva roky později, ale téměř okamžitě bylo mauzoleum poničeno a ostatky Vercellany a jejích potomků byly znesvěceny lidmi, kteří hledali klenoty. V následujících letech došlo k dalším vandalským činům a stavba zpustla. Velké restaurátorské práce byly provedeny na počátku jednadvacátého století a park byl znovu otevřen pro veřejnost v roce 2005.

## Potomci
Rosa Vercellana měla s Viktorem Emanuelem dvě děti:
- Viktorie Guerrieri (2. prosince 1848 – 1905), provdala se za markýze Giacoma Spinolu a měla s ním potomky;
- Emanuel Albert Guerrieri (16. března 1851 – 23. prosince 1894), hrabě z Mirafiori a Fontanafreddy, oženil se s Biancou Enrichettou de Larderel, dcerou Enrica de Laderdel, hraběte z Montecerboli, a Annicie Belfort d'Antry.